# Union Iron Works

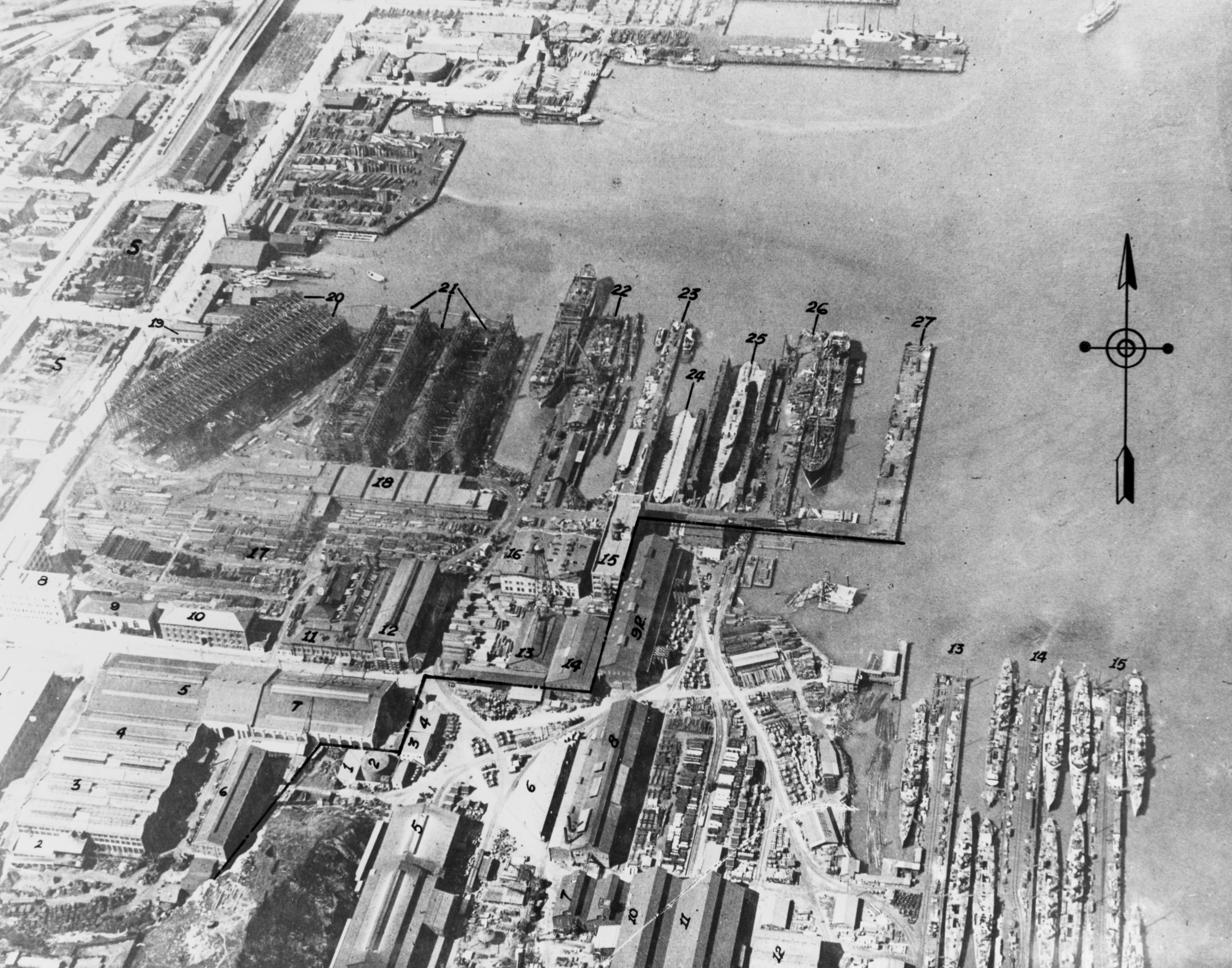
Вигляд на верф «Юніон Айрон Воркс» у 1918 році

«Юніон Айрон Воркс» (англ. Union Iron Works) — американська компанія, що спеціалізувалася на суднобудівництві та виробництві локомотивів у XIX і XX століттях. У 1849 році братами Донахью, Джеймсом і Пітером, на вулицях Першої та Мішн-стріт у Сан-Франциско, Каліфорнія, була заснована компанія Union Brass & Iron Works. У 1865 році вона стала H.J. Booth & Company і виробляла локомотиви, а також морські та стаціонарні котли. Х. Дж. Бут пішов на пенсію в 1875 році й компанію перейменували на Prescott, Scott & Company на честь партнерів Бута. З того часу він розширив своє виробництво, включивши в нього гірничодобувну техніку, за якою став відомим, хоча він також виробляв інші види продукції важкої промисловості.
Ірвінг Скотт, один із партнерів, першим надав ідею розширити виробництво та розпочати будівництво кораблів. У 1883 році компанія була зареєстрована як Union Iron Works і придбала 32 акра землі в районі Потреро-Пойнт у затоці Сан-Франциско. Незабаром компанія стала відомою як суднобудівник на західному узбережжі.
У 1902 році Union Iron Works була поглинена злощасною суднобудівною компанією United States Shipbuilding Company. Вже за три роки конгломерат зазнав краху, і Union Iron Works, а також інші суднобудівні компанії були придбані Bethlehem Steel Corporation і стали флагманом на західному узбережжі для нової Bethlehem Shipbuilding Corporation.
У 1906 році в Сан-Франциско стався потужний землетрус, який зруйнував його сухий док. Через два роки вони придбали власність San Francisco Dry Dock Company. Прилеглий Risdon Iron Works був придбаний у 1911 році.
У 1917 році Bethlehem об'єднав свої верфі в Bethlehem Shipbuilding Corporation, LLC. Це підприємство активно використовувалося під час світових воєн, але зрештою було продане компанією Bethlehem Steel Сан-Франциско в 1982 році.

## Кораблі, побудовані компанією Union Iron Works
| - «Орегон» - «Вісконсин» - «Огайо» - «Монтеррей» - «Вайомінг» - «Віллінг» - «Марієтта» - «Чарлстон» - «Сан-Франциско» - «Олімпія» - «Такома» - «Мілуокі» | - «Грампус» - «Пайк» - «Пол Джонс» - «Перрі» - «Пребл» - R-15 - R-16 - R-17 - R-18 - R-19 - R-20 - S-30 | - S-31 - S-32 - S-33 - S-34 - S-35 - S-36 - S-37 - S-38 - S-39 - S-40 - S-41 - «Мак-Кі» | - «Робінсон» - «Рінгголд» - «Маккін» - «Гардінг» - «Грідлі» - «Шлей» - «Чамплін» - «Магфорд» - «Чью» - «Хазелвуд» - «Вільямс» - «Крейн» | - «Гарт» - «Інгрем» - «Лудлоу» - «Бернс» - «Ентоні» - «Спростон» - «Різал» - «Маккензі» - «Реншоу» - «О'Бенон» - «Гоґан» - «Говард» | - «Стансбері» - «Ченсі» - «Фуллер» - «Персіваль» - «Джон Френсіс Бернс» - «Фаррагут» - «Сомерс» - «Стоддерт» - «Ріно» - «Фаркгар» - «Томпсон» - «Кеннеді» | - «Пол Гамільтон», - «Вільям Джонс» - «Вудбарі» - «С.Лі» - «Ніколас» - «Янг» - «Зейлін» - «Ярборо» - «Ла Валлет» - «Слоут» - «Вуд» - «Шірк» | - «Кіддер» - «Селфрідж» - «Маркус» - «Мервін» - «Чейз» - «Роберт Сміт» - «Маллані» - «Коглан» - «Престон» - «Лемсон» - «Брюс» |

## Інші об'єкти, побудовані компанією Union Iron Works
- Atchison, Topeka and Santa Fe Railway